# Kimmeridge Bay
Kimmeridge Bay är en vik i Storbritannien.   Den ligger i riksdelen England, i den södra delen av landet, 170 km sydväst om huvudstaden London.